# Rubik 360
Rubik 360 je 3D mechanický hlavolam z dílny maďarského architekta a vynálezce hlavolamů Ernő Rubika. Poprvé byl představen 5. února 2009 na veletrhu hraček v německém Norimberku, v Česku byl prodáván od 22. července 2009.
Hlavolam se skládá ze tří průhledných, do sebe vložených plastových koulí, ve kterých je umístěno šest různobarevných míčků. Dvě vnitřní koule, otáčivé každá kolem jedné osy, jsou zatíženy pevně připevněným závažím tak, aby protilehlé otvory byly vždy nahoře a tím ztěžovaly míčkům cestu ven. Řešitel hlavolamu musí dostat barevné míčky do odpovídajících otvorů (kapes) ve vnější kouli tím, že je dostane z vnitřních koulí, které mají jeden (nejmenší koule), respektive dva (střední koule) otvory, do příslušných stejně zbarvených kapes na vnější kouli.
Často citovaná a zkoušená metoda vytřesení nevede vždy k cíli, lépe je se pokusit míčky vysvobodit pomocí pečlivého vyvažování.
Rubik 360 se liší od ostatních Rubikových hlavolamů, protože je založen na fyzikálním principu (gravitace), ostatní hlavolamy jsou matematické. Na rozdíl od Rubikovy kostky tento hlavolam vyžaduje spíše šikovnost, než logické uvažování.

## Galerie

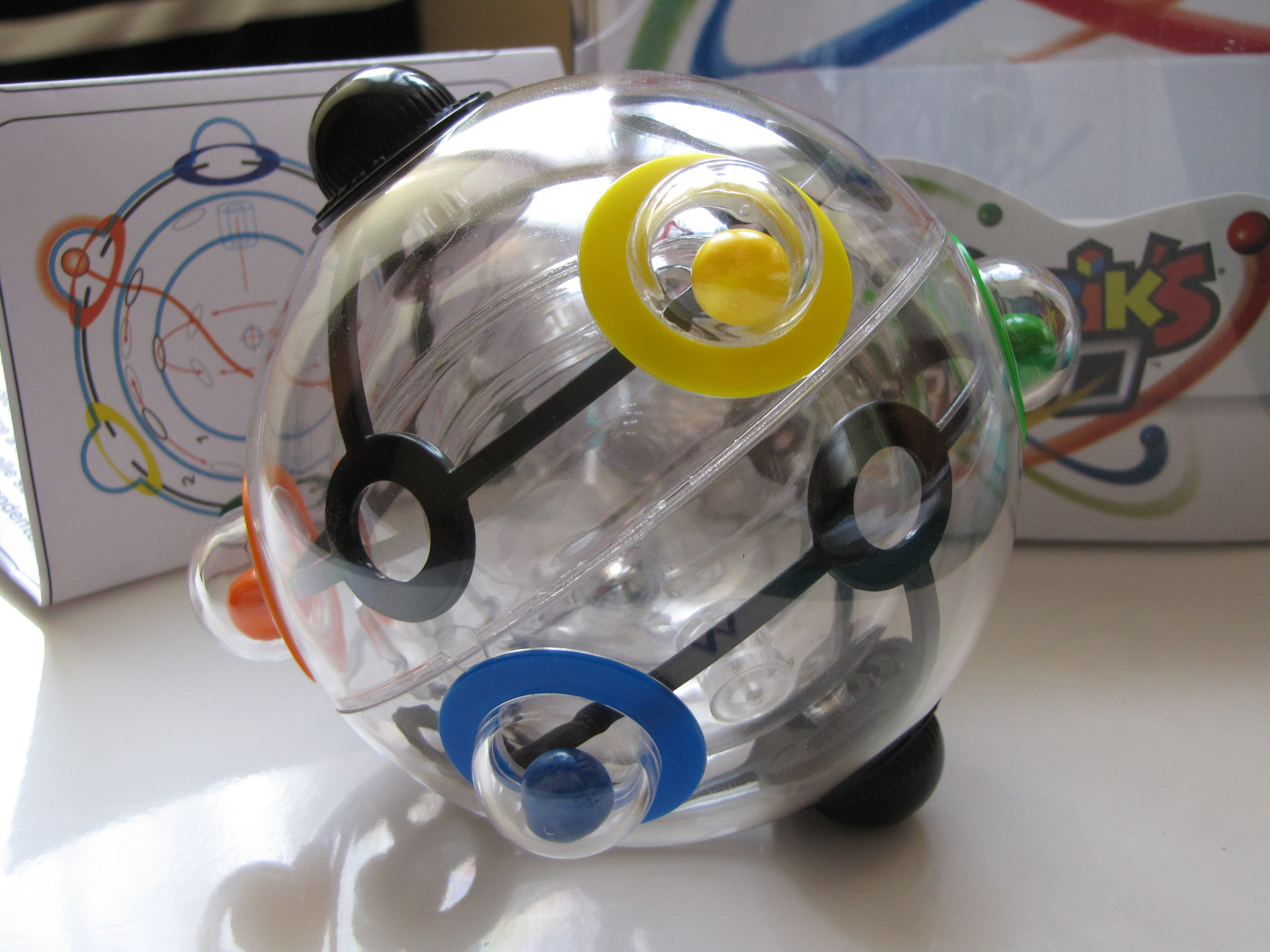
Detail na vyřešený Rubik 360
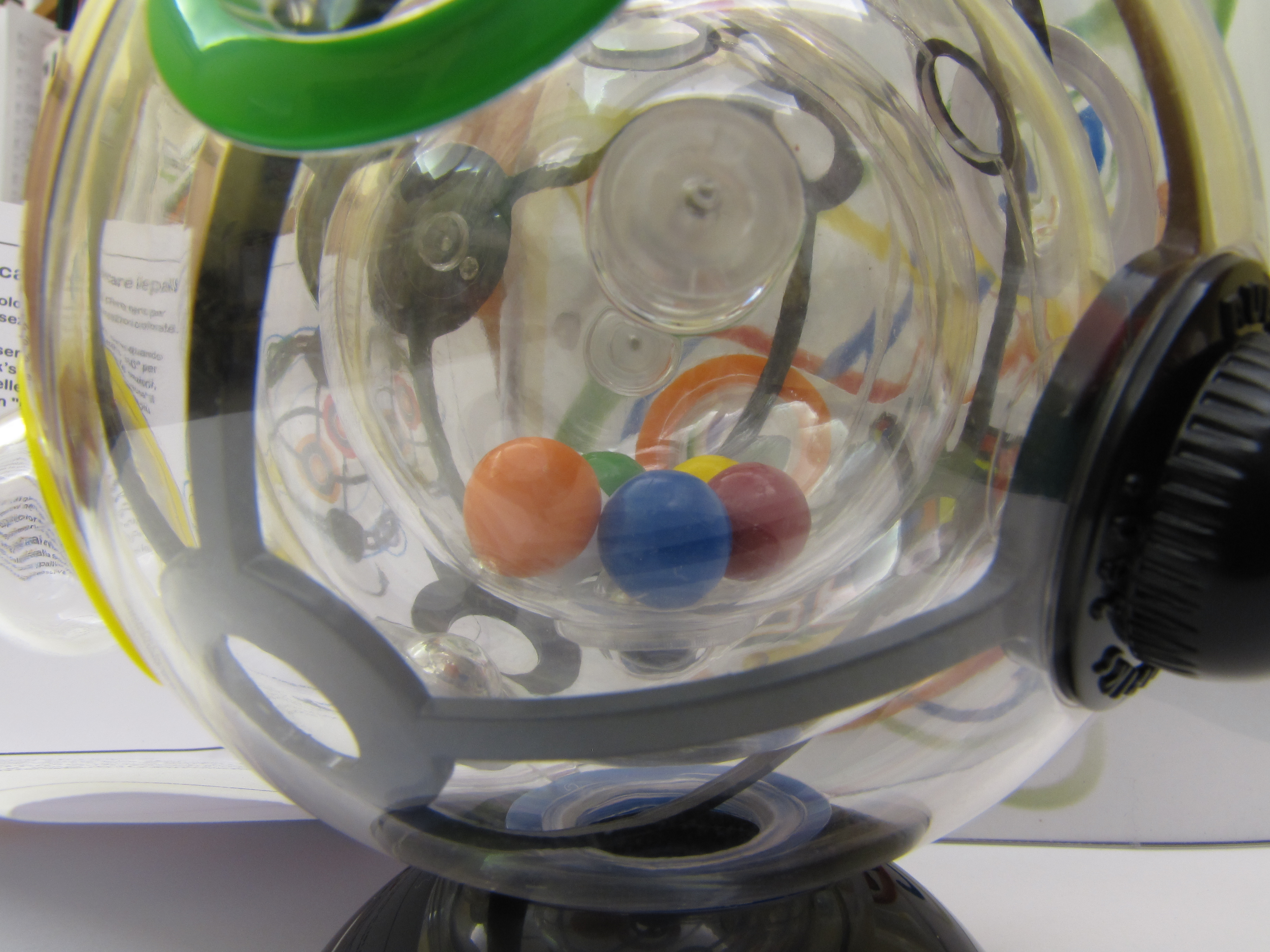
Detail na nevyřešený Rubik 360
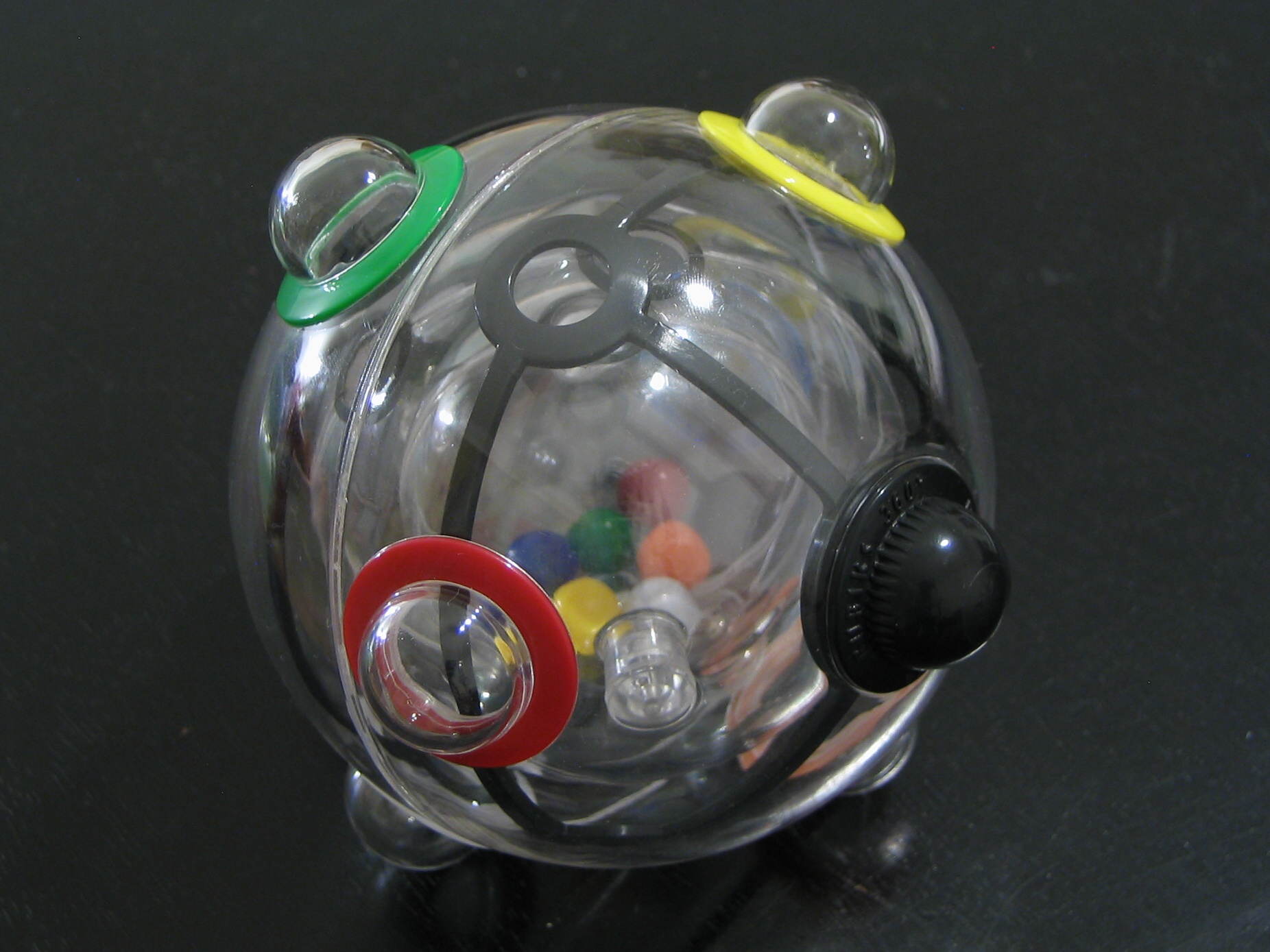
Rubik 360 – nevyřešeno
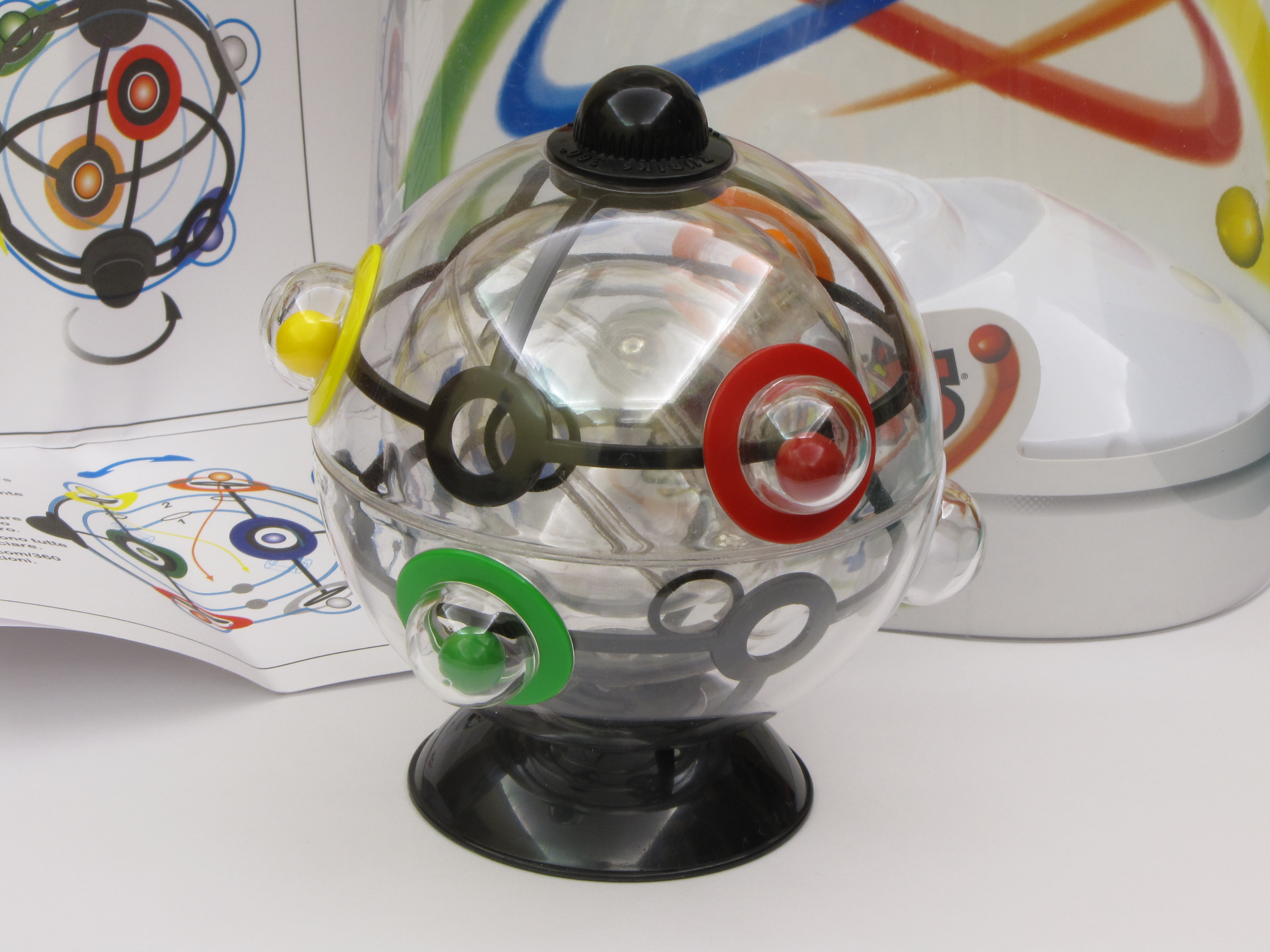
Rubik 360